# Liste der Bourbaki-Seminare 2010 bis 2019
Die Liste der Bourbaki-Seminare 2010 bis 2019 enthält die Vorträge im Séminaire Nicolas Bourbaki von 2010 bis 2019.
Die Auflistung erfolgt gemäß den Jahrgangs-Bänden, in denen sie herausgegeben wurden, hier ab Band 62. Es gibt für den angegebenen Zeitraum Überschneidungen zu der vorherigen und nachfolgenden Liste (die Seminare sind bis Nr. 1016 von 2009, aber einem anderen Band zugeordnet).
Seit 2018 gibt es auch das mehr einführende Seminar Betty B.

## 2009–2010
- 1012 Jean-Louis Colliot-Thélène Groupe de Chow des zéros-cycles sur les variétés p-adiques, d’après S. Saitō, K. Saitō et al.
- 1013 Matthew Emerton p-adic families of modular forms, after Hida, Coleman and Mazur
- 1014 Bernhard Keller Algèbres amassées et applications, d’après Fomin-Zelevinsky, …
- 1015 Sergiu Klainerman On the linear stability of black holes, following M. Dafermos and I. Rodnianski
- 1016 Antti Kupiainen Ergodicity of two dimensional turbulence, after Hairer and Mattingly
- 1017 Laurent Berger La correspondance de Langlands locale p-adique pour {\displaystyle GL_{2}(\mathrm {\mathbf {Q} } _{p})}, d’après C. Breuil et P. Colmez
- 1018 Olivier Biquard Métriques kählériennes extrémales sur les surfaces toriques, d’après S. Donaldson
- 1019 Alice Guionnet Grandes matrices aléatoires et théorème d’universalité, d’après Erdős, Schlein, Vu et Yau
- 1020 Bob Olivier La classification des groupes p-compacts, d’après Andersen, Grodal, Møller, et Viruel
- 1021 Bertrand Rémy Groupes algébriques pseudo-réductifs et applications, d’après J. Tits et B. Conrad-0. Gabber-G. Prasad
- 1022 Marc Burger Fundamental groups of Kähler manifolds and geometric group theory
- 1023 Frédéric Paulin Sur les automorphismes de groupes libres et de groupes de surface
- 1024 Sylvia Serfaty Lois de conservation et régularité par compensation pour les systèmes antisymétriques et les surfaces de Willmore, d’après Tristan Rivière
- 1025 Burt Totaro The ACC conjecture for log canonical thresholds, after de Fernex, Ein, Mustata, Kollár
- 1026 John S. Wilson Finite index subgroups and verbal subgroups in profinite groups

## 2010–2011
- 1027 Olivier Glass La méthode du retour en contrôlabilité et ses applications en mécanique des fluides, d’après Coron et al.
- 1028 Emmanuel Kowalski Sieve and expansion
- 1029 Haynes Miller Kervaire invariant one, after M. A. Hill, M. J. Hopkins and D. C. Ravenel
- 1030 Wendelin Werner Analyticité discrète du modèle d’Ising, d’après Stanislaw Smirnow
- 1031 Christophe Breuil Correspondance de Langlands p-adique, compatibilité local-global et applications, d’après Colmez, Emerton, Kisin …
- 1032 Antoine Chambert-Loir Relations de dépendance et intersections exceptionnelles
- 1033 Assaf Naor Sparse quadratic forms and their geometric applications, after Batson, Spielman and Srivastava
- 1034 Filippo Santambrogio Inégalités isopérimétriques quantitatives via le transport optimal, d’après A. Figalli, F. Maggi et A. Pratelli
- 1035 Thomas Hales The fundamental lemma and the Hitchin fibration, after Ngô Bảo Châu
- 1036 Alexandru Oancea Invariants de Welschinger
- 1037 Thomas Scanlon A proof of the André-Oort conjecture via mathematical logic, after Pila, Wilkie et Zannier
- 1038 Claire Voisin Sections rationnelles de fibrations sur les surfaces et conjecture de Serre, d’après de Jong, He et Starr
- 1039 Cyril Houdayer Invariant percolation and measured theory of nonamenable groups, after Gaboriau-Lyons, Ioana, Epstein
- 1040 Daniel Huybrechts A global Torelli theorem for hyperkähler manifolds, after M. Verbitsky
- 1041 Petru Mironescu Le déterminant jacobien, d’après Brezis et Nguyen
- 1042 Fabrice Planchon Existence globale et scattering pour les solutions de masse finie de l’équation de Schrödinger cubique en dimension deux, d’après Benjamin Dodson, Rowan Killip, Terence Tao, Monica Visan et Xiaoyi Zhang

## 2011–2012
- 1043 Michel Brion Restriction de représentations et projection d’orbites coadjointes, d’après Belkale, Kumar et Ressayre
- 1044 Clément Mouhot Stabilité orbitale pour les système de Vlasov-Poisson gravitationnel, d’après Lemou-Méhats-Raphaël, Guo, Lin, Rein et al.
- 1045 Pierre Pansu Difficulté d’approximation, d’après Khot, Kindler, Mossel, O’Donnell …
- 1046 Pierre Raphaël Concentration compacité à la Kenig-Merle
- 1047 Keith Ball The Ribe programme (initiiert von Martin Ribe, Jean Bourgain)
- 1048 Pierre Deligne Multizêtas, d’après Francis Brown
- 1049 Bjorn Poonen Average rank of elliptic curves, after Manjul Bhargava and Arul Shankar
- 1050 Claude Sabbah Théorie de Hodge et correspondance de Hitchin-Kobayashi sauvages, d’après T. Mochizuki
- 1051 Mihalis Dafermos The formation of black holes in general relativity, after D. Christodoulou
- 1052 Christophe Garban Quantum gravity and the KPZ formula, after Duplantier-Sheffield (Quantengravitation und KPZ-Gleichung nach Polyakov, Knizhnik, Zamolodchikov)
- 1053 David Lannes Space time resonances, after Germain, Masmoudi, Shatah
- 1054 Julia Wolf Polynomial progressions in the primes, after Green, Tao and Ziegler
- 1055 Nicolas Bergeron La conjecture des sous-groupes de surface, d’après Jeremy Kahn et Vladimir Markovic
- 1056 Antoine Ducros Les espaces de Berkovich sont modérés, d’après Ehud Hrushovski et François Loeser
- 1057 Jean-Marc Fontaine Perfectoïdes, presque pureté et monodromie-poids, d’après Peter Scholze
- 1058 François Ledrappier Mesures stationnaires sur les espaces homogènes, d’après Yves Benoist et Jean-François Quint

## 2012–2013
- 1059 Sébastien Boucksom Corps d’Okounkov, d’après Okounkov, Lazarsfeld-Mustata et Kaveh-Khovanskii
- 1060 Julien Grivaux, Pascal Hubert Les exposants de Liapounoff du flot de Teichmüller, d’après Eskin-Kontsevich-Zorich
- 1061 Mihai Paun Techniques de construction de différentielles holomorphes et hyperbolicité, d’après J.-P. Demailly, Diverio, J. Merker, E. Rousseau, Y.-T. Siu, …
- 1062 Michael Puschnigg The Baum-Connes conjecture with coefficients for word-hyperbolic groups, after Vincent Lafforgue
- 1063 François Charles Progrès récents sur les fonctions normales, d’après Green-Griffiths, Brosnan-Pearlstein, M. Saitō, Schnell, …
- 1064 Yves de Cornulier Groupes pleins-topologiques, d’après Matui, Juschenko, Monod, …
- 1065 Filippo Santambrogio Flots de gradient dans les espaces métriques et leurs applications, d’après Ambrosio-Gigli-Savaré
- 1066 Lorenzo Zambotti L’équation de Kardar-Parisi-Zhang, d’après Martin Hairer
- 1067 Jean-Baptiste Gouéré Le mouvement brownien branchant vu depuis une extrémité, d’après Arguin-Bovier-Kistler et Aïdékon-Berestycki-Brunet-Shi
- 1068 Cyril Lecuire Modèles et laminations terminales, d’après Minsky et Brock-Canary-Minsky
- 1069 Gunter Malle The proof of Ore’s conjecture, after Ellers-Gordeev and Liebeck-O’Brien-Shalev-Tiep
- 1070 Colette Moeglin Le spectre discret des groupes classiques, d’après J. Arthur
- 1071 Pierre Cartier Nouveaux développements sur les valeurs des caractères des groupes symétriques; méthodes combinatoires, d’après V. Féray
- 1072 Joel Kamnitzer Categorification of Lie algebras, after Rouquier, Khovanov-Lauda, …
- 1073 Joël Riou La conjecture de Bloch-Katō, d’après M. Rost et V. Voevodsky

## 2013–2014
- 1074 Anne de Bouard Construction de solutions pour des EDP surcritiques à données initiales aléatoires (d’après N. Burq et N. Tzvetkov)
- 1075 Gilles Courtois Le lemme de Margulis en courbure de Ricci minorée (d’après Vitali Kapovitch et Burkhard Wilking)
- 1076 Laurent Desvillettes Progrès récents concernant le programme de Kac en théorie cinétique (d’après Stéphane Mischler et Clément Mouhot)
- 1077 Lou van den Dries Approximate groups, according to Hrushovski and Breuillard, Green, Tao
- 1078 Nicolas Bergeron Toute variété de dimension 3 compact et asphérique et virtuellement de Haken (d´après Ian Agol, Daniel Wise)
- 1079 Vincent Colin Réalisations géométriques de l´homologie de Khovanov par des homologies de Floer (d´après Abouzaid-Seidel-Smith et Ozsvàth-Szabó)
- 1080 Tristan Rivière Méthodes de min-max et la conjecture de Willmore (d´après F. C. Marques et A. A. Neves)
- 1081 Olivier Benoist Construction de courbes sur les surfaces K3
- 1082 Erwin Bolthausen Ultrametricity in mean-field spin glasses
- 1083 François Golse De Newton à Boltzmann et Einstein: validation des modèles cinétiques et de diffusion (d’après T. Bodineau, I. Gallagher, L. Saint-Raymond, B. Texier)
- 1084 Emmanuel Kowalski Écarts entre nombres premiers, et nombres premiers dans les progressions arithmétiques (d’après Y. Zhang et J. Maynard)
- 1085 Thierry Coquand Théorie des types dépendants et axiome d’univalence
- 1086 Thomas C. Hales Developments in formal proofs
- 1087 Jacques Smulevici La conjecture de courbure {\displaystyle L^{2}} (d’après S. Klainerman, I. Rodnianski et J. Szeftel)
- 1088 Alain Valette Le problème de Kadison-Singer (Lösung durch Dan Spielman, Nikhil Srivastava, Adam Marcus)
- 1089 Rémi Coulon: Théorie de la petite simplification: une approche géométrique (d’après F. Dahmani, V. Guirardel, D. Osin et S. Cantat, S. Lamy)
- 1090 Aurélien Djament: La propriété noethérienne pour les foncteurs entre espaces vectoriels (d’après A. Putman, S. Sam et A. Snowden)
- 1091 David Gérard-Varet: Phénomène d’amortissement dans les équations d’Euler (d’après J. Bedrossian et N. Masmoudi)
- 1092 Jean-François Quint: Rigidité des {\displaystyle {\rm {SL}}_{2}(\mathbb {R} )}-orbites dans les espaces de modules de surfaces plates (d’après Eskin, Mirzakhani et Mohammadi)

## 2015
- 1093 Luigi Ambrosio: The regularity theory of area-minimizing integral currents
- 1094 Gilles Carron: De nouvelles utilisations du principe du maximum en géométrie (d’après B. Andrews, J. Clutterbuck et S. Brendle)
- 1095 Philippe Eyssidieux: Métriques de Kähler-Einstein sur les variétés de Fano (d’après Chen-Donaldson-Sun et Tian)
- 1096 David Harari: Zéro-cycles et points rationnels sur les fibrations en variétés rationnellement connexes (d’après Harpaz et Wittenberg)
- 1097 Denis-Charles Cisinski: Catégories supérieures et théorie des topos (Arbeiten von André Joyal, Jacob Lurie, Carlos Simpson, Charles Rezk, Bertrand Toën, Gabriele Vezzosi u. a.)
- 1098 Sébastien Gouëzel: Spectre du flot géodésique en courbure négative (d’après F. Faure et M. Tsujii)
- 1099 Sophie Grivaux: Espaces de Banach possédant très peu d’opérateurs (d’après S. Argyros et R. Haydon)
- 1100 Gil Kalai: Designs exist! (after Peter Keevash)
- 1101 Alexander Merkurjev: Essential dimension
- 1102 Sophie Morel: Construction de représentations galoisiennes (d’après Scholze)
- 1103 Jean-Marc Schlenker: Variétés lorentziennes plates vues comme limites de variétés anti-de Sitter (d’après Danciger, Guéritaud et Kassel)
- 1104 Yves André: Groupes de Galois motiviques et périodes
- 1105 Benoît Claudon: Semi-positivité du cotangent logarithmique et conjecture de Shafarevich-Vieweg (d’après Campana, Paun, Taji, …)
- 1106 Sylvain Maillot: Conjecture de Hilbert-Smith en dimension 3 (d’après J. Pardon)
- 1107 Frédéric Naud: Résonances et bornes de Weyl fractales

## 2016
- 1108 Damien Gaboriau: Entropie sofique (d’après L. Bowen, D. Kerr et H. Li)
- 1109 Dennis Gaitsgory: Geometric Langlands as an equivalence of categories
- 1110 Benoît Stroh: La correspondance de Langlands sur les corps de fonctions (d’après V. Lafforgue)
- 1111 Bertrand Toën: Problèmes de modules formels (d’après V. Drinfeld, V. Hinich, M. Kontsevich, J. Lurie, …)
- 1112 Jean-Pierre Demailly: Approche variationnelle pour les équations de Monge-Ampère complexes et applications géométriques (d’après Berman, Boucksom, Eyssidieux, Guedj, Zeriahi, …)
- 1113 Ludovic Rifford: Singulières minimisantes en géométrie sous-riemanniennes (d’après Hakavuori, Le Donne, Leonardi, Monti, …)
- 1114 Sergei Startschenko: NIP, Keisler measures and combinatorics (after H. J. Keisler, E. Hrushovski, A. Pillay, Y. Peterzil, P. Simon, …)
- 1115 Geordie Williamson: The Hodge theory of the Decomposition Theorem (after M. A. de Cataldo and L. Migliorini)
- 1116 Nalini Anantharaman: Zéros de fonctions aléatoires gaussiennes
- 1117 Francis Bach: Parcimonie et systèmes linéaires sous-déterminés (d’après Emmanuel Candès)
- 1118 Evelyne Miot: Le flot binormal, l’équation de Schrödinger et les tourbillons filamentaires (d’après V. Banica et L. Vega)
- 1119 Kannan Soundararajan: The Liouville function in short intervals (after Matomäki and Radziwill)
- 1120 Piotr Chruściel: Anti-gravité à la Carlotto et Schoen
- 1121 Arnaud de Mesmay: Nœuds, mouvements de Reidemeister et algorithmes [d’après Lackenby]
- 1122 Mihai Paun: Positivité de l’image directe du fibré canonique relatif d’un espace fibré et applications [d’après Bo Berndtsson]
- 1123 Emmanuel Peyre: Progrès en irrationalité [d’après C. Voisin, J.-L. Colliot-Thélène, B. Hassett, A. Kresch, A. Pirutka, Y. Tschinkel et al.]

## 2017
- 1124 Franck Barthe: L’inégalité de corrélation gaussienne (d’après Thomas Royen)
- 1125 Harald Helfgott: Isomorphismes de graphes en temps quasi-polynomial (d’après Babai et Luks)
- 1126 Maxim Kontsevich: Derived Grothendieck-Teichmüller group and graph complexes (after T. Willwacher)
- 1127 Cédric Villani: Inégalités isopérimétriques dans les espaces métriques mesurés d’après (F. Cavalletti et A. Mondino)
- 1128 Stéphane Guillermou: Le problème de Riemann-Hilbert dans le cas irrégulier [d’après D’Agnolo, Kashiwara, Mochizuki, Schapira]
- 1129 David Hernandez: Avancées concernant les R-matrices et leurs applications [d’après Maulik-Okounkov, Kang-Kashiwara-Kim-Oh, …]
- 1130 Xiaonan Ma: Laplacien hypoelliptique géométrique et intégrale orbitale [d’après Bismut, Lebeau, … et Shen]
- 1131 Patrick Massot: Flexibilité en géométrie de contact en grande dimension [d’après Borman, Eliashberg et Murphy]
- 1132 Nicolas Bergeron: Variétés en expansion [d’après Gromov, Guth, …]
- 1133 Joseph Oesterlé: Densité maximale des empilements de sphères en dimensions 8 et 24 [d’après M. Viazovska et al.]
- 1134 Lillian Pierce: The Vinogradov Mean Value Theorem [after Bourgain, Demeter and Guth, and Wooley]
- 1135 Frédéric Rousset: Solutions faibles de l’équation de Navier-Stokes des fluides compressibles [d’après A. Vasseur et C. Yu]
- 1136 Serge Cantat: Progrès récents concernant le programme de Zimmer (d’après A. Brown, D. Fisher, et S. Hurtado)
- 1137 Olivier Dudas: Splendeur des variétés de Deligne-Lusztig (d’après Deligne-Lusztig, Broué, Rickard, Bonnafé-Dat-Rouquier)
- 1138 Olivier Guichard: Groupes convexes--cocompacts en rang supérieur (d’après Labourie, Kapovich, Leeb, Porti, …)
- 1139 Simon Riche:La théorie de Hodge des bimodules de Soergel (d’après Soergel et Elias-Williamson)

## 2018
- 1140 Raphaël Beuzart-Plessis: Progrès récents sur les conjectures de Gan-Gross-Prasad (d’après Jacquet-Rallis, Waldspurger, W. Zhang etc.)
- 1141 Javier Fresan: Équidistribution de sommes exponentielles (travaux de Katz)
- 1142 Sébastien Gouëzel: Méthodes entropiques pour les convolutions de Bernoulli (d’après Hochman, Shmerkin, Breuillard, Varju)
- 1143 Laure Saint-Raymond: Des points vortex aux équations de Navier-Stokes
- 1144 Antoine Chambert-Loir: Relations de Hodge–Riemann et matroïdes (Arbeiten von Adiprasito, Katz, Huh)
- 1145 Gabriel Rivière: Dynamique de l’équation de Schrödinger sur le disque (d’après Anantharaman, Léautaud et Macià)
- 1146 Jean-Pierre Serre: Distribution asymptotique des valeurs propres des endomorphismes de Frobenius (d’après Abel, Chebyshev, Robinson, …)
- 1147 François Charles: Conditions de stabilité et géométrie birationnelle, d’après Bridgeland, Bayer, Macrì, …
- 1148 Alessio Figalli: On the Monge–Ampère equation
- 1149 François Guéritaud: Applications harmoniques et plongements quasi-isométriques en courbure négative pincée, d’après Benoist, Hulin, Markovic, …
- 1150 Matthew Morrow: La courbe de Fargues–Fontaine et les diamants, d’après Fargues–Fontaine et Scholze
- 1151 Charles Bordenave: Normalité asymptotique des vecteurs propres de graphes d-réguliers aléatoires, d’après Ágnes Backhausz et Balázs Szegedy
- 1152 Jean-Benoît Bost: Réseaux euclidiens, séries thêta et pentes, d’après W. Banaszczyk, O. Regev, D. Dadush, N. Stephens-Davidowitz, …
- 1153 Romain Dujardin: Théorie globale du pluripotentiel, équidistribution et processus ponctuels, d’après Berman, Boucksom, Witt Nyström etc.
- 1154 Anastasia Khukhro: Espaces et groupes non exacts admettant un plongement grossier dans un espace de Hilbert, d’après Arzhantseva–Guentner–Špakula, Arzhantseva–Osajda, Osajda et al.

## 2019
- 1155 Olivier Benoist: Réduction stable en dimension supérieure d’après Kollár, Hacon-Xu, …
- 1156 Anna Cadoret: Sur la conjecture des compagnons (en dimension supérieure) d’après Deligne, Drinfeld, Lafforgue, Abe, …
- 1157 Stefan Kebekus: Boundedness results for singular Fano varieties, and applications to Cremona groups
- 1158 Sven Raum: La C*-simplicité d’après Kalantar-Kennedy, Breuillard—Kalantar—Kennedy—Ozawa, Kennedy et Haagerup
- 1159 Adam Harper: The Riemann zeta function in short intervals
- 1160 Luca Migliorini: HOMFLY polynomials from the Hilbert schemes of a planar curve, after D. Maulik, A. Oblomkov, V. Shende, …
- 1161 Beatrice Pozzetti: Higher rank Teichmüller theories
- 1162 Oscar Randal-Williams: Homology of Hurwitz spaces and the Cohen–Lenstra heuristic for function fields (after Ellenberg, Venkatesh, and Westerland)
- 1163 Tristan Rivière: Infinité d’hypersurfaces minimales en basses dimensions d’après Fernando Codá Marques, André Neves et Antoine Song
- 1164 András Stipsicz: Manolescu’s work on the triangulation conjecture
- 1165 Marie Théret: Transition de phase abrupte en percolation via des algorithmes randomisés d’après Duminil-Copin, Raoufi et Tassion
- 1166 Marie-Claude Arnaud: La démonstration de la conjecture de l’entropie positive d’Herman d’après Berger et Turaev
- 1167 Thierry Gallay: Estimations pseudo-spectrales et stabilité des tourbillons plans d’après Te Li, Dongyi Wei et Zhifei Zhang
- 1168 Vincent Humilière: Un lemme de fermeture C∞ d’après Irie et Asaoka
- 1169 Karel Pravda-Starov: Estimations de résolvante et localisation du spectre pour certaines classes d’opérateurs pseudo-différentiels semi-classiques non autoadjoints d’après Dencker, Sjöstrand et Zworski